# Блакитна діра Таам Джа
18°37′19″ пн. ш. 88°08′55″ зх. д. / 18.62201° пн. ш. 88.14869° зх. д.
Таам Джа (ісп. Agujero azul de Taam Ja'; англ. Taam Ja' Blue Hole) — блакитна діра, підводна воронка, у мексиканському штаті Кінтана-Роо, розташована в затоці Четумал Карибського моря, на південно-східному куті півострова Юкатан.

## Географія
Назва блакитної діри мовою майя означає глибока вода. Глибина воронки становить понад 420 метри, це найглибша відома блакитна діра в світі.
Блакитні діри створюють характерний синій колір, якщо дивитися згори, і зазвичай мають глибину лише кілька десятків метрів.
Вона була випадково виявлена приблизно в 2003 році місцевим дайвером-рибалкою, який стежив за морським окунем. Про воронку забули, поки син того рибалки не почав співпрацювати з морським академіком Хуаном Карлосом Альсеррека-Уертою, який виміряв її глибину й був дуже здивований результатами
.
Отвір має майже круглу форму з великою віссю діаметром 151,8 метра, орієнтований приблизно на 10,76 градуса за годинниковою стрілкою від півночі — подібно до орієнтації основних розломів у цьому районі.

## Дослідження
Під час першої розвідки, проведеної у вересні 2021 року, глибина діри Таам Джа була оцінена в 274,4 метри, що зробило її другою найглибшою морською воронкою на той час, і вона поступалася лише морській воронці Блакитній дірі Юнле або «безодні Дракона», яка мала глибину 300,89 метрів і розташована у водах Парасельського архіпелагу що в Південнокитайському морі. Однак нове дослідження, опубліковане у квітні 2024 року в журналі Frontiers in Marine Science, показало, що це утворення, гирло якого майже кругле, з головною віссю довжиною 151,8 метра та площею поверхні приблизно 
13 690 м² досягає глибина не менше 420 метрів.
Розвідка, яка стала поштовхом до дослідження, була проведена 6 грудня 2023 року, коли дослідницька група під керівництвом Альсеррека-Гуерта виміряла глибину воронки за допомогою зонда CTD, призначеного для вимірювання електропровідності, температури та глибини води, більше продуктивніше, ніж у 2021 році, однак не досягаючи дна карстового утворення через, за словами самих дослідників, технологічні обмеження обладнання, яке було в їхньому розпорядженні. Під час дослідження зонд виявив підвищення температури та солоності води приблизно на глибині 400 метрів нижче рівня моря, крім того, на глибині від 0 до 150 метрів характеристики води, присутньої у воронці, були схожі на ті, що були знайдені у воронці Карибського моря; що свідчить, знову ж таки згідно з вищезгаданим дослідженням, про ймовірне існування підземних зв'язків між цим морем і затокою Четумаль.

## Нотатки
1. ↑  Парасельські острови є спірною територією між Китаєм, Тайванем та В'єтнамом. Були окуповані і фактично контролюються КНР після одноденної битви за Парасельські острови у 1974 році.